# Ottenhofen
Ottenhofen település Németországban, azon belül Bajorországban. Lakosainak száma 1949 fő (2023. december 31.).

## Népesség
A település népessége az elmúlt években az alábbi módon változott:
| Lakosok száma | 488  | 917  | 1040 | 1860 | 1910 | 1931 | 1942 | 1951 | 1926 | 1949 |
|               | 1875 | 1950 | 1970 | 2011 | 2013 | 2014 | 2016 | 2019 | 2021 | 2023 |

## Közlekedés
A településen halad keresztül a Markt Schwaben–Erding-vasútvonal, melyen a Müncheni S-Bahn szerelvényei közlekednek München és Erding között.